# Famille Mula
 (août 2024).
Pour les articles homonymes, voir Mula.
La famille Mula (Amulio ou Amulia)  est une famille patricienne de Venise qui l'une des premières à habiter la cité.

## Personnalités
- Antonio Amulio, duc de Candie de 1536 à 1538.
- Marco Antonio Amulio, ambassadeur en 1560, créé cardinal par le pape Pie IV ; il est bibliothécaire du Vatican et évêque de Vérone, mais n'est plus admis à Venise car il n'a pas eu le consentement du Sénat ; on lui échange Vérone, contre Rieti.

## Armes

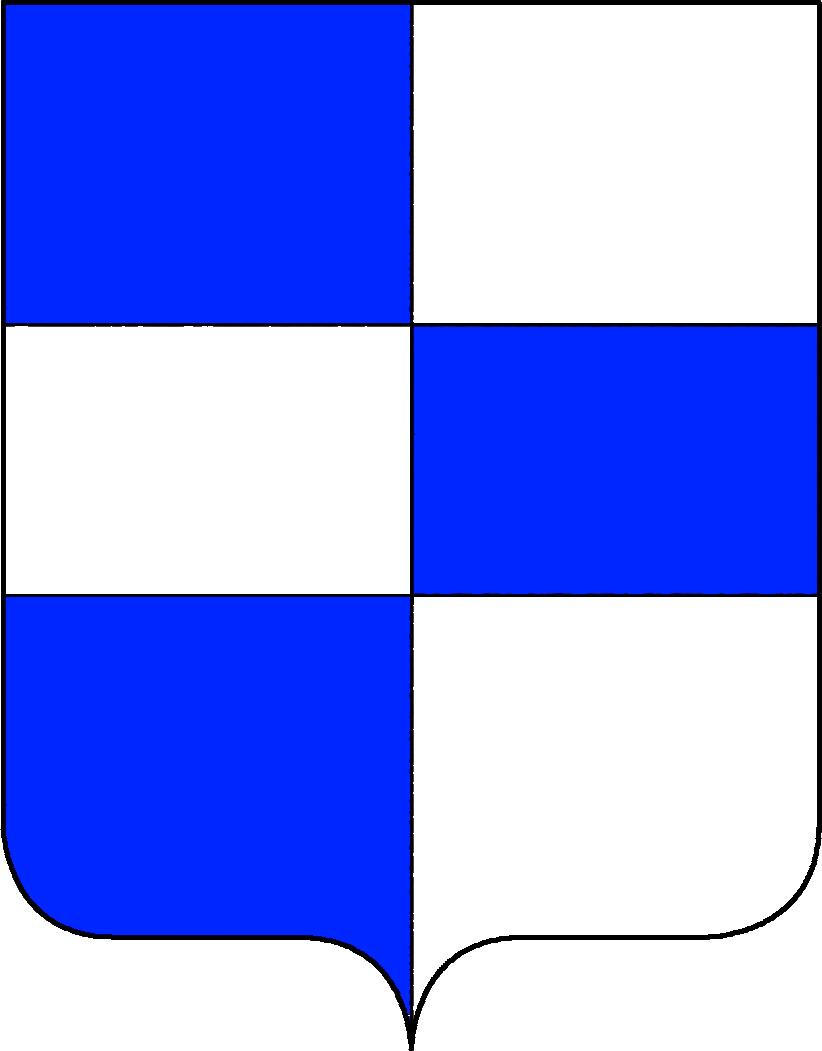
Armes des da Mula.

Les armes des Mula sont un écu parti d'argent et d'azur avec une face de l'un en l'autre et un Saint-Marc au premier quartier.
La famille Mula (ou da Mula) fait un armement considérable à ses frais pendant la guerre de Gênes.
Ses armes sont les mêmes, mais en places différentes : la première partition étant d'azur et la seconde d'argent sans le Saint-Marc.

## Demeures

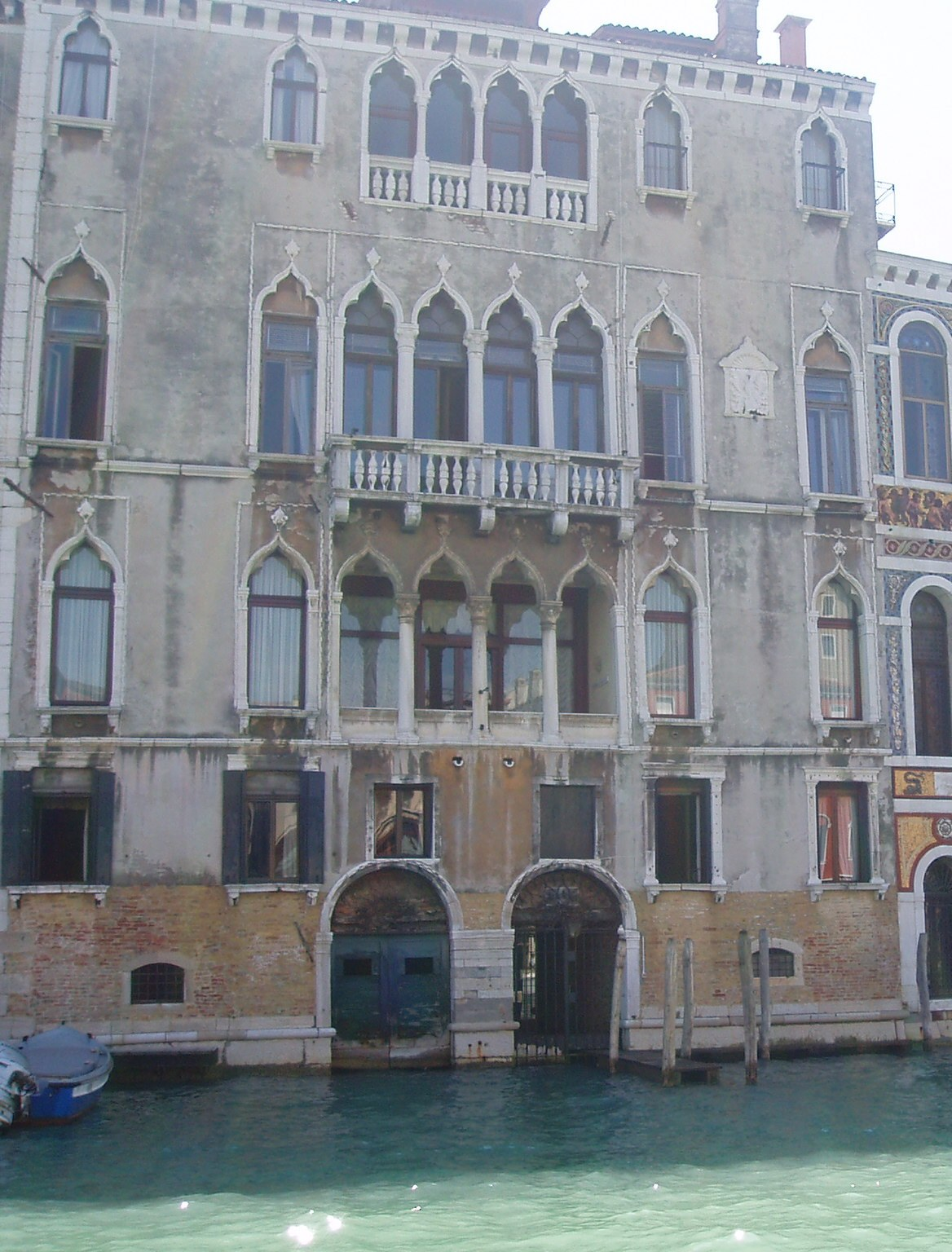
Palais da Mula Morosini

- Palais Da Mula Morosini (it).